# Frikkie Welsh
Pas d'image ? Cliquez ici

a Compétitions nationales et continentales officielles uniquement.

b Matchs officiels uniquement.
Dernière mise à jour le 14 décembre 2024.
Barend Frederik « Frikkie » Welsh, né le 26 octobre 1978 à Middelburg en Afrique du Sud, est un joueur sud-africain de rugby à XV évoluant au poste de centre ou d'ailier (1,84 m pour 96 kg).

## Palmarès
- Currie Cup : vainqueur 2002, 2003, 2004, 2006

- Tournoi SANZAR (hémisphère sud) des moins de 21 ans avec l'Afrique du Sud : vainqueur 1999